# Балівка (Полтавський район)
Балíвка —  село в Україні, у Новосанжарській селищній громаді Полтавського району Полтавської області. Населення становить 895 осіб. До 2020 орган місцевого самоврядування — Кунцівська сільська рада.

## Географія
Село Балівка знаходиться на лівому березі річки Ворскла, вище за течією на відстані 4 км розташоване село Пристанційне, нижче за течією на відстані 2 км розташоване село Дубина, на протилежному березі - село Ганжі. Річка в цьому місці звивиста, утворює лимани, стариці та заболочені озера, у тому числі озеро Мазанка. Поруч проходить залізниця, станція Собківка за 3 км. До села примикає невеликий заболочений лісовий масив урочище Ляхівське.

## Історія
12 червня 2020 року, відповідно до розпорядження Кабінету Міністрів України № 721-р «Про визначення адміністративних центрів та затвердження територій територіальних громад Полтавської області», село увійшло до складу Новосанжарської селищної громади.
19 липня 2020 року, в результаті адміністративно - територіальної реформи та ліквідації Новосанжарського району, село увійшло до складу новоутвореного Полтавського району Полтавської області.